# Dynastor macrosiris
Dynastor macrosiris é uma borboleta neotropical da família Nymphalidae, subfamília Satyrinae e tribo Brassolini, encontrada do México até a Colômbia, Bolívia e Guianas. Adultos são uniformemente negros, ou amarronzados, e possuem uma envergadura de cerca de 11 centímetros nos machos e 13 centímetros nas fêmeas, com ambos os sexos quase idênticos. Na asa anterior, existe um ponto branco no ápice e três ou quatro toques de coloração creme (em algumas subespécies, como strix e hannibal, existe uma faixa branca cruzando a metade das asas anteriores). Perto do ápice e ao longo da
margem da asa posterior existem matizes de coloração cinza azulada. Do lado de baixo as asas posteriores e a metade interna das asas anteriores são marrom-amareladas, cor de terra, com muitas delineações negras em estrias. A metade apical da asa anterior é quase uniformemente cinza e marcada com dois grandes ocelos de coloração esverdeada, que são delimitados com amarelo.

## Hábitos
Como citado para a espécie Dynastor darius, é provável que as borboletas D. macrosiris voem principalmente ao anoitecer, solitárias, até que a escuridão da noite as capture. Tanto quanto se sabe, as trombas rudimentares das espécies do gênero Dynastor não permitem a alimentação no adulto. Não visitam frutos ou outras fontes de nutrição. Assim, o adulto provavelmente tem um curto período de vida.

## Ciclo de vida
A alimentação das lagartas de D. macrosiris constitui-se de plantas da família Bromeliaceae (como Aechmea nudicaulis). O ovo possui 3,50 milímetros de diâmetro, com nervuras na vertical. Inicialmente é branco, mais tarde tornando-se rosado. Há cinco estágios larvais. Todos são caracterizados por espinhos carnosos na região dorsal; curtos na cabeça e segmentos caudais e mais longos no centro. Os corpos são listrados longitudinalmente com esbranquiçadas linhas verdes ou verde mais escuro, com manchas marrons dorsais. A cauda bífida está presente. A cabeça tem quatro espinhos nodosos de cada lado. As pupas são sombreadas de bege e marrom, surpreendentemente se assemelhando à cabeça de uma serpente (como ocorre em D. darius). O ciclo de vida completo desta Brassolini rara demora cerca de 70 dias.

## Subespécies
Dynastor macrosiris possui quatro subespécies:
- Dynastor macrosiris macrosiris - Descrita por Westwood em 1851, de exemplar proveniente da Guiana Francesa (Caiena).[6]
- Dynastor macrosiris strix - Descrita por Bates em 1864, de exemplar proveniente da Guatemala.[4]
- Dynastor macrosiris hannibal - Descrita por Oberthür em 1881, de exemplar proveniente da Colômbia.
- Dynastor macrosiris pharnaces - Descrita por Stichel em 1908, de exemplar proveniente da Bolívia.